# 小行星4472
小行星4472（英語：4472 Navashin）是一颗围绕太阳公转的小行星。1980年10月15日，尼古拉·切爾尼赫在克里米亚发现了此天体。
这颗小行星的绝对星等为42.99832746086057等。